# Więcmierzyce
Więcmierzyce, niem. Winzenberg – wieś w Polsce położona w województwie opolskim, w powiecie brzeskim, w gminie Grodków.
W latach 1975–1998 miejscowość administracyjnie należała do ówczesnego województwa opolskiego.
Przysiółkiem wsi jest Podlesie.

## Historia
W 1282 r. istniał tu zamek zamieszkały przez rycerza Alberta von Vincemericz. W XIV wieku zamek był określany jako castrum Winthmeritz. W 1432 r. zamek został zdobyty i zniszczony przez husytów. W XIV wieku właścicielami miejscowości była rodzina Stosche, a następnie do XVI wieku rodzina Pogarell. Po nich właścicielem była rodzina von Rothkirch, a w XVII wieku rodzina von Vogt. W XVII wieku zbudowano we wsi kościół. W 1644 roku majątek odziedziczyła Marianne von Seydlitz. Od 1782 roku dobra więcmierzyckie stały się własnością barona von Sierstorpff, który posiadał już sąsiednie Kopice. Od roku 1859 aż do 1945 roku właścicielami majątku była rodzina von Schaffgotsch. 
Po wojnie w zespole folwarcznym powstał PGR, a w latach 90. założenie przeszło na własność ANR.

## Zabytki
Do wojewódzkiego rejestru zabytków wpisane są:
- kościół fil. pw. św. Bartłomieja z 1621 r., 1910 r.
- spichrz dworski, z 1820 r.
- leśniczówka, z 1830 r., 1890 r.

Inny zabytwk:
- zamczysko średniowieczne z XIII wieku o wymiarach około 70 x 70 m z kopcem u podstawy około 45x50 m, a u góry około 30x35 m, jego wysokość wynosi obecnie około 1-1,5 m[7]. Obiekt jest położony po zachodniej stronie Nysy Kłodzkiej[7].